# (30209) Garciaarriola
(30209) Garciaarriola est un astéroïde de la ceinture principale d'astéroïdes.

## Description
(30209) Garciaarriola est un astéroïde de la ceinture principale d'astéroïdes. Il fut découvert le 8 avril 2000 à Socorro (Nouveau-Mexique) par le projet LINEAR. Il présente une orbite caractérisée par un demi-grand axe de 2,57 UA, une excentricité de 0,16 et une inclinaison de 4,8° par rapport à l'écliptique.

## Compléments